# Pall Mall

Logoul firmei

Pall Mall este o marcă de țigări produsă de către compania R. J. Reynolds Tobacco în Winston-Salem, Carolina de Nord și internațional de către British American Tobacco în mai multe locuri. A fost fondată în anul 1899.